# Patrik Grönvall
Patrik Grönvall, född 17 september 1986, Katrineholm i Sverige, är en svensk fotbollsspelare. Han har tidigare bland annat spelat för AIK. Sedan 2005 har han  spelat i Västerås SK. Hans moderklubb är Värmbols FC. Grönvall spelar oftast som mittfältare eller anfallare.